# Tudor Petrov-Popa

Grupul Ilașcu la proces (1993), aflați în cușca metalică. Tudor Petrov-Popa e la stânga.

Tudor Petrov-Popa (născut în 1963), este un politician român-moldovean, luptător pentru integritatea teritorială a Republicii Moldova în cadrul conflictului din Transnistria. Unul din cei mai activi și dur luptător al Grupului "Ilașcu". El a fost arestat la Tiraspol în data de 4 iunie 1992 de forțele separatiste transnistrene, cu ajutorul serviciilor secrete ruse (GRU). A condus operațiunea de arestare  căpitanul GRU  Victor Gusan, în prezent șeful Imperiului financiar din Transnistria "Sheriff". Tudor Petrov-Popa, ultimul deținut din grupul „Ilașcu”, a fost eliberat la 4 iunie 2007 după 15 ani de detenție în închisorile regimului separatist din Transnistria.
În anul 2004, OSCE și Curtea Europeană a Drepturilor Omului de la Strasbourg au hotărât că Transnistria și Rusia trebuie să ia toate măsurile necesare pentru a pune capăt detenției arbitrare a reclamantilor - Andrei Ivanțoc și Tudor Petrov-Popa - membri ai Grupului Ilașcu aflați în închisorile transnistrene de peste 12 ani și să asigure imediat punerea lor în libertate..
Eliberarea sa a survenit abia la 4 iunie 2007, la două zile după eliberarea unui alt membru al grupului „Ilașcu”, Andrei Ivanțoc, și s-a petrecut, fără incidente, la Dubăsari, pe malul stâng al Nistrului, unde el era așteptat de rude, de fostul său coleg de detenție, Alexandru Leșco (eliberat în 2004), de personalități publice și de ziariști. După eliberarea sa, el a declarat: "Eu cred că lupta și suferința noastră nu au fost degeaba. Ce am dorit noi? Să avem o țară mare și unită. N-am câștigat până acum, o să câștigăm de acum încolo. Mai e timp. S-a pierdut poate o bătălie, dar lupta pentru România Mare nu s-a încheiat. O să vină timpul!...".
Tudor Petrov-Popa a devenit cetățean român în iulie 2005,  deși se afla încă în închisoare. În prezent, el  locuiește împreună cu fiul său (soția sa l-a părăsit încă la începutul detenției) la Chișinău într-un apartament modest la etajul 9.
La data de 3 iulie 2007, președintele României, Traian Băsescu, i-a decorat la Palatul Cotroceni pe Andrei Ivanțoc, Alexandru Leșco și Tudor Petrov Popa cu Ordinul Național „Steaua României” în grad de Cavaler. El a menționat "dragostea de țară, eroismul, dorința de a te sacrifica pentru poporul tău", de care ai dat dovadă cei trei patrioți .
În data de 2 august 2010 membrii "Grupului Ilașcu" au fost decorați de președintele interimar al Republicii Moldova, Mihai Ghimpu, cu "Ordinul Republicii".